# ヤネス・ブライコヴィッチ
ヤネス・ブライコヴィッチ（Janez Brajkovič、1983年12月18日 - ）は、スロベニア・メトリカ出身の自転車競技選手。

## 経歴
2004年
- スロベニア国内選手権U-23部門の個人ロード、個人タイムトライアルを制覇。
- ロードレース世界選手権・U-23部門個人タイムトライアル制覇。

2005年
- スロベニアのKRKA＝アドリア・モバイルチームと契約を結ぶが、同年に誕生したUCIプロツアーの影響により、メジャーレースへの出場機会を求め、同年7月31日ディスカバリーチャンネルに移籍。

2006年
- ブエルタ・ア・エスパーニャ初出場。最終的には総合30位に終わったが、第7、第8ステージにおいてマイヨ・オロ（ゴールデンジャージ）を堅持。また新人賞を獲得した。
- ツール・ド・スイス 総合5位
- カタルーニャ一周 総合5位。

2007年
- ツール・ド・ジョージアで総合優勝（併せて新人賞も獲得）を果たした。
- ティレーノ〜アドリアティコ 総合5位。
- ツール・ド・ロマンディ 総合10位
- カタルーニャ一周 総合10位

2008年
- アスタナ・チームへ移籍した。
- カタルーニャ一周 総合7位
- ドイツ・ツアー総合3位、
- ジロ・ディ・ロンバルディア 2位

2009年
- 国内選手権・個人タイムトライアルを優勝。

2010年
- チーム・レディオシャックに移籍。
- カタルーニャ一周総合9位。
- ツール・ド・ロマンディ 総合6位。
- クリテリウム・デュ・ドーフィネでは、49kmの距離が設定された第3ステージの個人タイムトライアルを制し、アルベルト・コンタドールから総合首位の座を奪った。その後、ラルプ・デュエズがゴールの第6ステージで、同ステージ優勝のコンタドールと同タイムゴールの区間2位に入って総合優勝争いに決着をつけるとともに、最終ステージでも首位を守り、ドーフィネ・リベレ総合初優勝を飾った。

2011年
- パリ〜ニース 総合7位
- ツール・ド・ロマンディ 総合7位
- クリテリウム・デュ・ドフィネ 総合9位
- ロードレース世界選手権・ITT 14位

2012年、アスタナへ移籍。
- カタルーニャ一周 区間1勝(第3)
- ツール・ド・ロマンディ 総合9位
- クリテリウム・デュ・ドフィネ 総合7位
- ツアー・オブ・スロベニア 総合優勝
- ツール・ド・フランス 総合9位
- ロンドン五輪・ITT 10位

2013年
- ブエルタ・ア・エスパーニャ 区間1勝（第1）&マイヨ・ロホ着用1日

2017年
- バーレーン・メリダに移籍。